# 池田伸子
池田伸子（1986年—）是一位出身於日本新潟縣的電視主播，目前在NHK放送中心負責節目主持。

## 經歷
高校時期就讀新潟縣立國際情報高等學校，之後在御茶水女子大學畢業。2009年進入NHK。
接著，被分配至NHK熊本，是她第一次來到九州。為配合電視數位化，NHK舉行宣傳活動，她被指定擔任熊本地區的「地上數位推進大使」，參加推廣。。
2005年舉辦的「2006新潟縣和服女王」比賽中，成為脫穎而出的三人之中的一位，獲得與新潟縣知事泉田和彥見面的機會。
2012年2月19日舉行的第一屆熊本城馬拉松競賽（政令指定都市移行記念 第1回熊本城マラソン2012），她也共襄盛舉。在此之前，高校時期有田徑短跑的經驗。
2012年3月，NHK名古屋的前輩杉浦友紀調往東京，於是她從NHK熊本轉至NHK名古屋，接替杉浦友紀職務的空缺。
2016年转至NHK放送中心，担任《首都圈新闻845》主播及《NHK7点新闻》副主播。

## 人物
- 喜歡的食物有：壽司、蕎麥麵和柑橘類水果。
- 特技是日本舞蹈。
- 自己放鬆身心的方法是泡溫泉、睡覺。
- 座右銘是（百折不撓）。
- 除了播音員之外，最想當的職業是家政教師。

## 主持節目

### 現在主持節目
- 《首都圈新闻845》
- 《NHK7点新闻》

### 過去主持節目
NHK熊本時期
- クマロク!「熊本羅亞素&體育」

NHK名古屋時期
- NHK新聞&2012年奧運報導（2012年8月5日 - 8月12日）
- 目標!會社之星（2012年4月 - 2014年3月）
- Uta-Tube（2012年4月 - 2016年3月）

## 同期女性主播
由於第一世代大量退休，使得主播短缺，採用主播的人數較往年多。
- 合原明子（NHK福島→NHK仙台）
- 小正裕佳子（NHK新潟→退職）
- 牛田茉友（NHK山口→NHK京都）
- 佐佐木彩（NHK徳島）※為同校御茶水女子大學生活科學部人間生活學科畢業

## 外部連結
- 主播介紹・池田伸子 （页面存档备份，存于）
- NHK名古屋放送局主播・池田伸子